# 莫里斯-朱梅爾公館

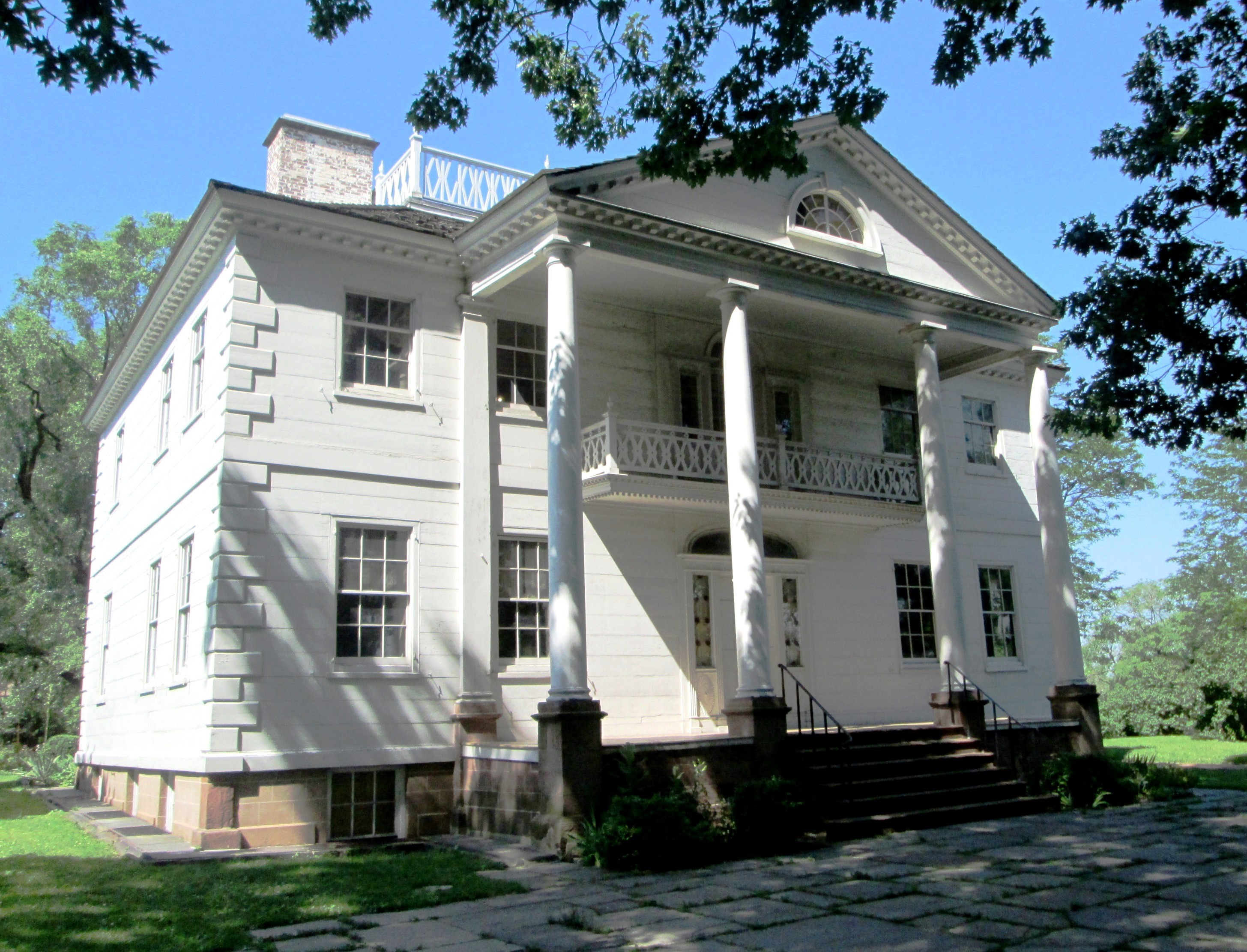
莫里斯-朱梅爾公館

莫里斯-朱梅爾公館（英語：Morris–Jumel Mansion）是一座18世紀的歷史住宅博物館，位於美國紐約市曼哈頓上城華盛頓高地街區。它是曼哈頓現存最古老的房屋，由英國軍官羅傑·莫里斯於1765年建造，也是19世紀社會名媛伊麗莎·朱梅爾家族的住所。該住宅的設計融合了聯邦、喬治和帕拉第奧風格，擁有地下室和三層地上樓層。它有一個木質的外觀，朝南有一個雙層高的門廊，後面有一個八角形的附屬建築。室內設有地下室廚房；一樓有客廳、圖書室及餐廳；位於上層的臥室；寬闊的中央走廊。
羅傑·莫里斯為自己和妻子瑪麗·菲利普斯·莫里斯在1763年建造了這座房子，但只在那裡住了到1775年，他們在美國革命後返回英國。朱梅爾夫婦於1810年購買了這棟房子，並斷斷續續地在那裡居住直到19世紀30年代末；1832年史蒂芬·朱梅爾逝世，她的妻子後和阿龍·伯爾結婚，朱梅爾家族和聯姻的蔡斯家族隨後一直佔據著這棟房子，直到1887年。紐約市政府自1903年起擁有這棟房子的產權。1907年，由華盛頓歷史協會管理。該房屋在20世紀經過多次翻新維修。